# 汉斯·舒尔策
汉斯·舒尔策（德語：Hans Schulze，1911年8月25日—1992年1月26日），德国男子水球运动员。他曾代表德国参加1932年和1936年夏季奥林匹克运动会水球比赛，获得二枚银牌。他在1956年和1960年担任德国奥运水球队的教练。